# The Window
The Window és una pel·lícula estatunidenca de l'any 1949 dirigida per Ted Tetzlaff i protagonitzada per Bobby Driscoll i Barbara Hale.

## Argument
Nova York. El nen Tommy Woodry (Bobby Driscoll) s'inventa històries fins a creure-les reals, cosa que preocupa els seus pares. Una nit, Tommy serà testimoni d'un crim. Des d'una finestra de casa seua, veu com uns veïns, el matrimoni Kellerson (Paul Stewart i Ruth Roman), assassinen un home. Tommy ho diu als seus pares (Barbara Hale i Arthur Kennedy), que creuen que és una de les seues fantasies habituals. Espantat, el nen acudeix a una comissaria propera, però els policies tampoc li donen cap crèdit. Només els assassins saben la veritat.

## Context històric i artístic
The Window és un cenyit thriller de baix pressupost en el qual s'estructura sincrònicament una torbadora història sobre un nen fabulista i atemorit. L'austeritat de la producció és pal·liada per la sòlida i concisa realització de Ted Tetzlaff, d'eficàcia ja contrastada en la fotografia de films de Frank Capra, Mitchell Leisen i Alfred Hitchcock. Sense renunciar al realisme, el cineasta angelí dibuixa en els espais tancats una tensa atmosfera d'inquietud i asfíxia, descobrint-se deutor del cinema d'escola expressionista. En la seua quarta i millor pel·lícula com a realitzador, Tetzlaff planifica amb la precisió d'un rellotger. El seu és un portentós exercici d'estil dins del cinema de suspens, on l'angoixa és creixent i el clímax final pot ésser adjetivat de brillant. Tot això ajustat amb un metratge breu i amb una narració sense plans gratuïts ni sobrers. Pel que fa al nen protagonista, Bobby Driscoll, fou un dels actors infantils més populars de la dècada del 1940 als Estats Units: moriria el 1968, als trenta anys, diuen que per una sobredosi accidental de medicaments. Cal significar també que el notable guió de Mel Dinelli es basa en una novel·la curta de William Irish, pseudònim de Cornell Woolrich, qui es va inspirar en la cèlebre faula El noi que va cridar llop d'Isop. Woolrich escriuria igualment la novel·la amb què Alfred Hitchcock va rodar un film semblant a aquest: La finestra indiscreta (1954). D'altra banda, la novel·la de William Irish tornaria a ésser traslladada a la pantalla per George Breakston l'any 1966 (The Boy Cried Murder), per John Hough el 1970 (Eyewitness) i per Richard Franklin el 1984 (Cloak & Dagger), si bé, segons els crítics de cinema, cap d'aquestes ulteriors pel·lícules assoleix les altes qualitats de la petita i original joia del cinema de suspens.

## Frases cèlebres
| « | "Ahir a la nit vaig sortir a l'escala exterior. Com que feia calor, vaig pujar al replà de dalt. Em vaig adormir allà, i, en despertar, vaig mirar per la finestra. La persiana estava gairebé abaixada i no es veia bé. Ells es barallaven i li va clavar unes tisores a l'esquena. Vaig veure com l'home queia. Tenia sang a l'esquena i estava mort." (Tommy / Bobby Driscoll). | » |

## Al voltant de la pel·lícula
- Aquesta pel·lícula fou rodada el 1947, però no es va estrenar fins al 1949: quan Bobby Driscoll va aconseguir el seu Oscar juvenil el 1950 ja tenia 13 anys (aquest premi no era atorgat cada any, només quan hi havia alguna interpretació excepcional per part d'algun actor infantil).[2]

## Errades del film
- Quan Tommy escriu la seua nota, la deixa recolzada sobre una tassa de cafè. Una vegada que el sr. Kelerson la llegeix, la deixa plana sobre la taula. No obstant això, i en la següent presa, hom pot veure com la nota torna a estar recolzada sobre la tassa.[3]
- Quan Tommy fuig de la parella en la part abandonada de l'edifici, troba accidentalment el cos mort del mariner i amb les seues cames movent-se.[3]

## Premis
- 1949: nominada a l'Oscar al millor muntatge)
- 1949: nominada al BAFTA a la millor pel·lícula[4]